# This Time I’m Swingin’!
This Time I'm Swingin'! – szósty studyjny album piosenkarza Deana Martina wydany 3 października 1960 roku przez Capitol Records. Orkiestrę poprowadził i zaaranżował Nelson Riddle.

## Utwory
| A1 | I Can't Believe That You're In Love With Me           |
| A2 | True Love                                             |
| A3 | You're Nobody 'Til Somebody Loves You                 |
| A4 | On The Street Where You Live                          |
| A5 | Imagination                                           |
| A6 | (It Will Have to Do) Until The Real Thing Comes Along |
| B1 | Please Don't Talk About Me When I'm Gone              |
| B2 | I've Grown Accustomed To Her Face                     |
| B3 | Someday (You'll Want Me to Want You)                  |
| B4 | Mean To Me                                            |
| B5 | Heaven Can Wait                                       |
| B6 | Just In Time                                          |